# (2697) Albina
(2697) Albina est un astéroïde de la ceinture principale.

## Description
(2697) Albina est un astéroïde de la ceinture principale. Il fut découvert le 9 octobre 1969 à Naoutchnyï par Bella Bournacheva. Il présente une orbite caractérisée par un demi-grand axe de 3,56 UA, une excentricité de 0,08 et une inclinaison de 3,6° par rapport à l'écliptique.

## Compléments